# غدب خلاني
غدب خلاني (باللاتينية: Scrophularia alaschanica) هو نوع نباتي يتبع جنس الغدب من الفصيلة الغدبية.